# 이온 통로

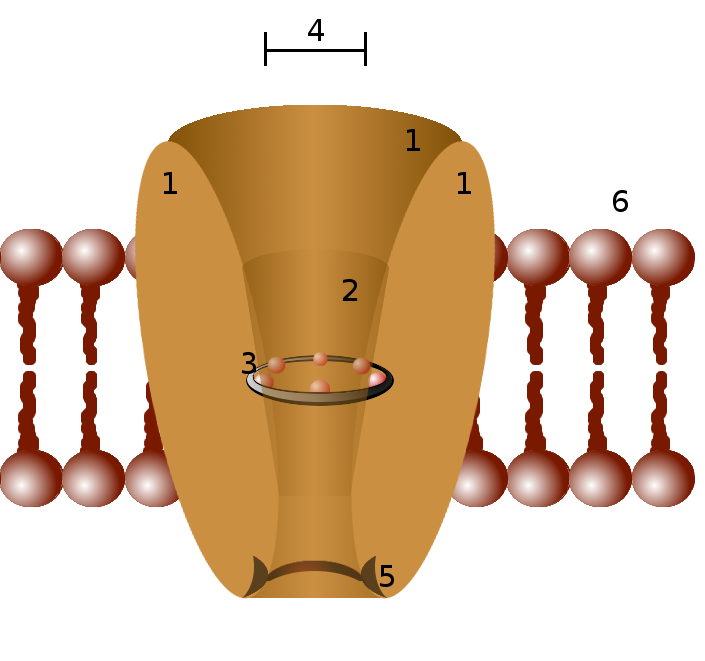
이온 통로

이온 통로(영어: ion channel)는 세포막에 존재하면서 세포의 안과 밖으로 이온을 통과시키는 막 단백질이다. 세포는 물에 둘러싸여 있고 물 속에는 여러 금속이 이온의 형태로 존재하는데, 지질은 전하를 띠지 않아 이온을 끌어들이지 못하는 탓에 유전율이 낮고, 전하를 띤 이온들은 세포막을 통과할 수 없다. 이 때문에 세포들은 이온이 통과할 수 있는 일종의 구멍 형태인 막 단백질들을 발현시켜 이온들을 통과시키는데, 이를 이온 통로 혹은 이온 채널이라고 하며 이온들이 통과하는 구간의 세포벽은 친수성이다.

## 종류

### 개폐 방법에 따른 분류

#### 전압 개폐 이온 통로
전압 개폐 이온 통로(voltage-gated ion channel)은 통로의 열림과 닫힘을 막사이의 전위차(예 활동전위, 휴지막전위 등)에 의존하여 조절한다.
- 전압 개폐 나트륨 통로(voltage-gated sodium channels)
- 전압 개폐 칼륨 통로(voltage-gated potassium channels)
- 전압 개폐 칼슘 통로(voltage-gated calcium channels)
- 전압 개폐 양성자 통로(voltage-gated proton channel)
- HCN 통로(hyperpolarization-activated cyclic nucleotide gated (HCN) channel)

#### 리간드 개폐 이온 통로
리간드 개폐 이온 통로(ligand-gated ion channel)(또는 이온 수용체(Ionotropic receptors))는 특정한 리간드분자가 세포외 기질에 존재하는 수용체 단백질 결합에 의해 개폐가 조절된다.
- 니코틴성 아세틸콜린 수용체(nicotinic acetylcholine receptor)
- 이온성 글루탐산 개폐 수용체(ionotropic glutamate-gated receptors)
- 아데노신 삼인산 개폐 수용체(ATP-gated P2X receptors)

#### 기타 이온 통로
기타 이온 통로의 활성과 비활성(열림/닫힘) 조절은 세포막의 2차 전달자(second messengers)에 의해 조절된다.
- 칼슘 활성화 칼륨 통로(calcium-activated potassium channels)
- 내향성 칼륨 통로(inward-rectifier potassium channels)
- 고리형 뉴클레오티드 개폐 통로(cyclic nucleotide-gated channels)
- 두 개 통로 칼륨 통로(two-pore-domain potassium channels)

## 같이 보기
- 나트륨-칼륨 펌프